# Xifengite
La xifengite (Fe5Si3) è un minerale metallico di origine meteorica descritto nel 1984 ed approvato dall'IMA in base ad un ritrovamento avvenuto nel distretto di Yanshan in Cina.

## Nome
Il nome xifengite deriva dal passaggio orientale, Xifengkou, della Grande Muraglia Cinese vicino a Yan Shan, luogo di ritrovamento del meteorite.

## Morfologia
La xifengite si presenta come inclusioni metalliche grigie all'interno di altre fasi nichel-ferro di provenienza meteoritica.

## Origine e giacitura
La xifengite è stata scoperta assieme alla gupeiite nel nucleo di sferule ferrose di 0,5-1mm di origine meteorica costituite esternamente di magnetite, wüstite e maghemite, un guscio interno di kamacite e taenite. È stata inoltre segnalata in dragaggi lungo la dorsale del Pacifico orientale.